# Bandung Marga
Bandung Marga is een bestuurslaag in het regentschap Rejang Lebong van de provincie Bengkulu, Indonesië. Bandung Marga telt 943 inwoners (volkstelling 2010).